# Cuijk
Cuijk (phát âmⓘ) là một đô thị và thị xã ở phía nam Hà Lan. Địa danh này đã được ghi chép trên bản đồ đường bộ La mã Tabula Peutingeriana với tên gọi Ceuclum.

## Các trung tâm dân số
Các trung tâm dân số đô thị này gồm Beers, Haps, Katwijk, Linden, Sint Agatha, và Vianen.